# ロングモント
ロングモント（英: Longmont）は、アメリカ合衆国コロラド州のボルダー郡にある都市。人口は9万8885人（2020年）。州都デンバーの北50キロメートルに位置している。市域の一部はウェルド郡に入っている。
市名の由来は市街から山容をはっきりと望めるロングス山である。「モント」とはフランス語で「山」を意味する。この山は探検家のスティーブン・H・ロングにちなみ名づけられた。
2006年6月にはNPO団体のナショナル・シビック・リーグから「アメリカ全国都市賞」を受賞、2008年にもマネー・マガジンの「アメリカの住みよい街トップ100」に選出された。

## 歴史

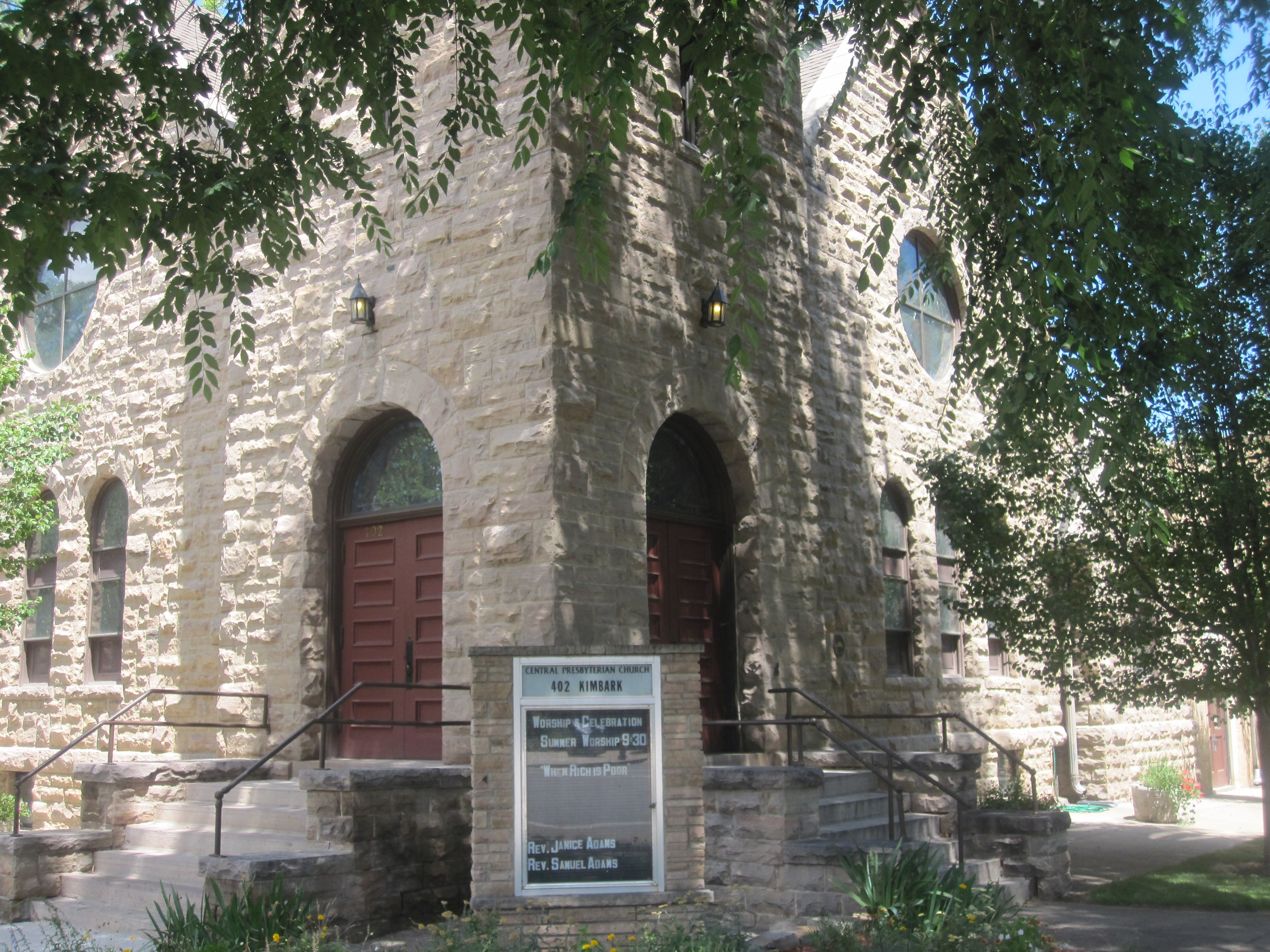
中央長老派教会

1871年にイリノイ州シカゴからの一団によって建設された。当初はシカゴ＝コロラド植民地と呼ばれ、町は町民権を売って得た金で土地を購入していった。街区は1マイル間隔の碁盤目状に整備された。1877年にコロラド中央鉄道が通じてからは農業が盛んになった。1940年代に入ると市域が拡張されはじめ、1960年代には連邦政府が航空管制センターを、IBMが大規模工場をそれぞれ建設した。シーゲイト・テクノロジーやマックストアといったハードドライブ関連企業が誘致され、IT産業が盛り上がる一方、農業は衰退した。2009年4月にはGEエナジーがコントロール・ソリューション事業をこの市に遷した。メインストリート沿いのダウンタウンは1980年代に一旦寂れたが、近年鮮やかな復活を遂げた。1990年代半ばには建築家のアンドレス・ダーニーによって、南の街外れがコロラド州で初のニューアーバニズム計画地（プロスペクト・ニュー・タウン）に選ばれた。

## 教育

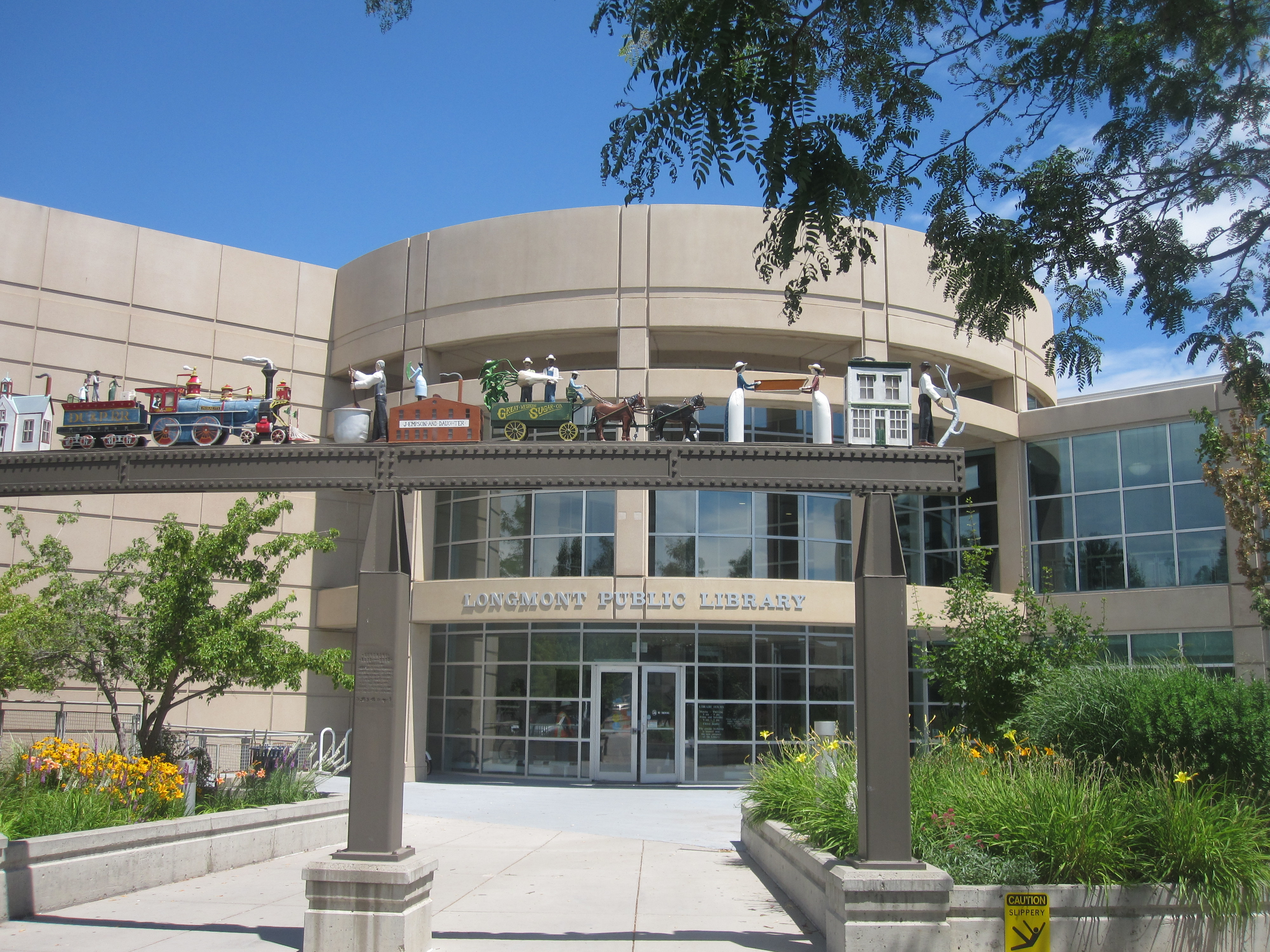
公共図書館

高等教育機関としてはレジス大学やフロント・レンジ・コミュニティ・カレッジがあるが、2010年9月にはビジネス・アンド・メディカル・キャリアーズ研究所がキャンパスを開校、ビジネスや医療職を志す学生に職業訓練とキャリアサポートの場を提供しはじめた。ブルーム・モンテッソーリ・スクールなど、私学も多い。

## 地理

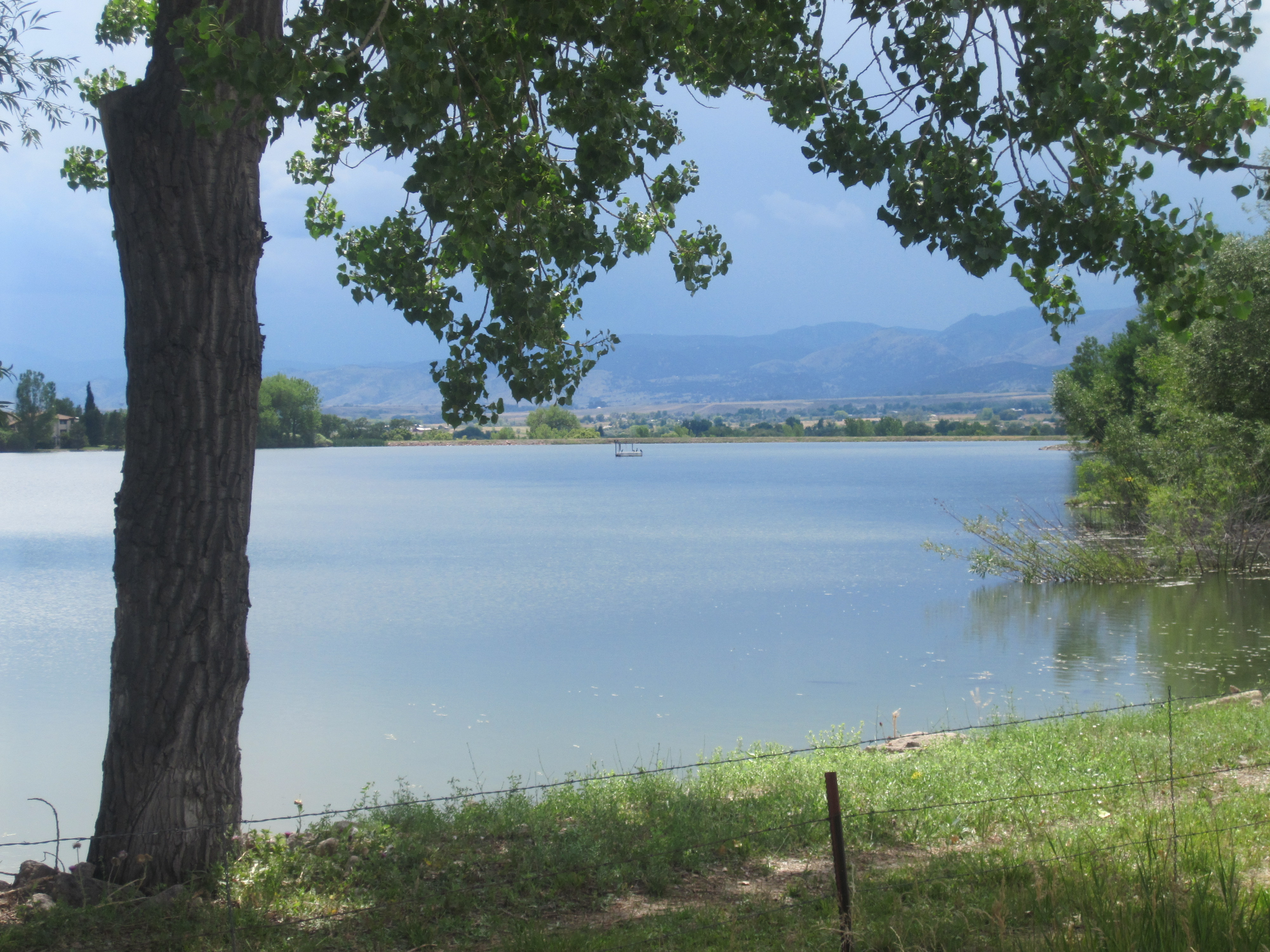
マウンテン湖

国勢調査局によると、市の総面積は56.5平方キロ（21.8平方マイル）で、うち56.4平方キロ（21.8平方キロ）が陸地、0.05%を水域が占める。標高はメインストリートとセントブレーン川との交点で1525m。

## 交通
自家用車で国道287号線を通りデンバーに通勤する人が多い。デンバー地域交通局 (RTD) の圏内にあるため、デンバーやボルダー間にローカルバスやリージョナルバスが運行されている。圏外でもフォート・コリンズやラブランドにバスが通じている。

## メディア

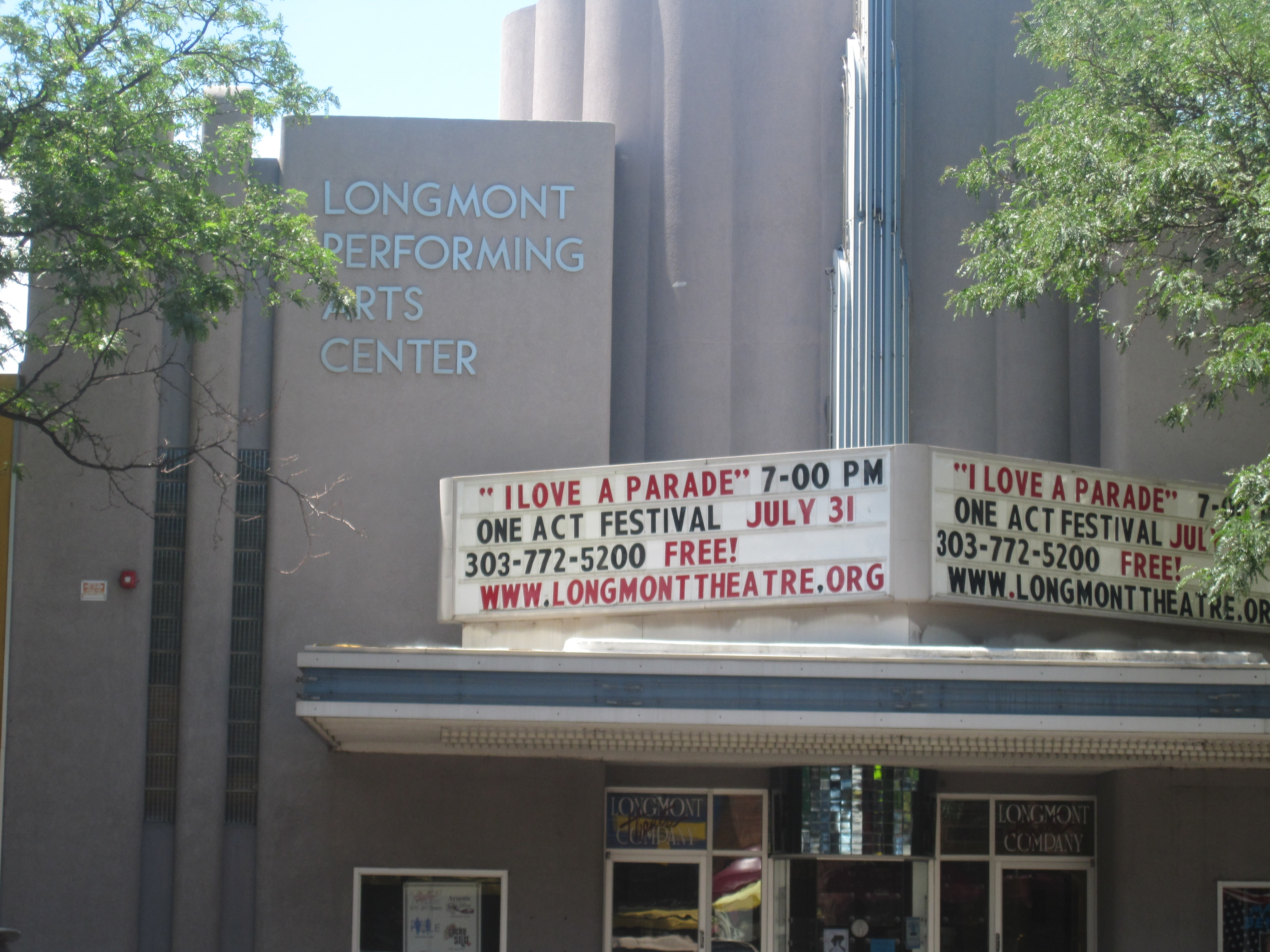
舞台芸術センター

日刊紙にロングモント・タイムズ＝コールが、ローカルラジオ局にKRCN、KGUD、KKFNがある。

## 人口動態
2000年の国勢調査によると、この市には7万1093人の2万6667世帯、1万8453家族が暮らしている。人口密度は1平方キロあたり1259.7人で、平方マイルに換算すると3262.3人となる。住居数は2万7394軒で、1平方キロメートルあたりに485.4軒（1平方マイルあたりでは1257.0軒）が建っている計算になる。住民のうち白人が84.76%、アフリカ系が0.54%、先住民系が0.97%、アジア系が1.76%、太平洋諸島系が0.06%、その他の人種が9.76%、混血が2.2%を占めており、ヒスパニック（ラテン系）の割合は19.07%である。
2万6667世帯のうち36.9%は18歳以下の子供と暮らしており、54.6%は夫婦で生活している。10.1%は未婚の女性が世帯主であり、30.8%は家族以外の住人と同居している。23.7%の世帯が単身で、7.3%を独居老人が占める。1世帯あたりの平均構成人数は2.64人、家庭の構成人数は3.15人である。
住民のうち27.9%が18歳以下の未成年、8.5%が18歳以上24歳以下、33.1%が25歳以上44歳以下、21.3%が45歳以上64歳以下、9.2%が65歳以上となっており、平均年齢は34歳である。女性100人に対し男性が97.9人いる一方、18歳以上の女性100人ごとに対しては95.6人いる。
一世帯あたりの平均収入は5万1174米ドルで、家族あたりでは5万8037米ドルである。男性の平均収入は4万978米ドル、女性の平均収入は2万9582米ドルで、労働者でない人々も含めた住民一人当たりの収入は2万3409米ドルとなる。総人口の7.8%、家族の5.9%、18歳以下の子どもの10.6%、および65歳以上の老人の6.2%は貧困線以下の収入で生計を立てている。

## 経済

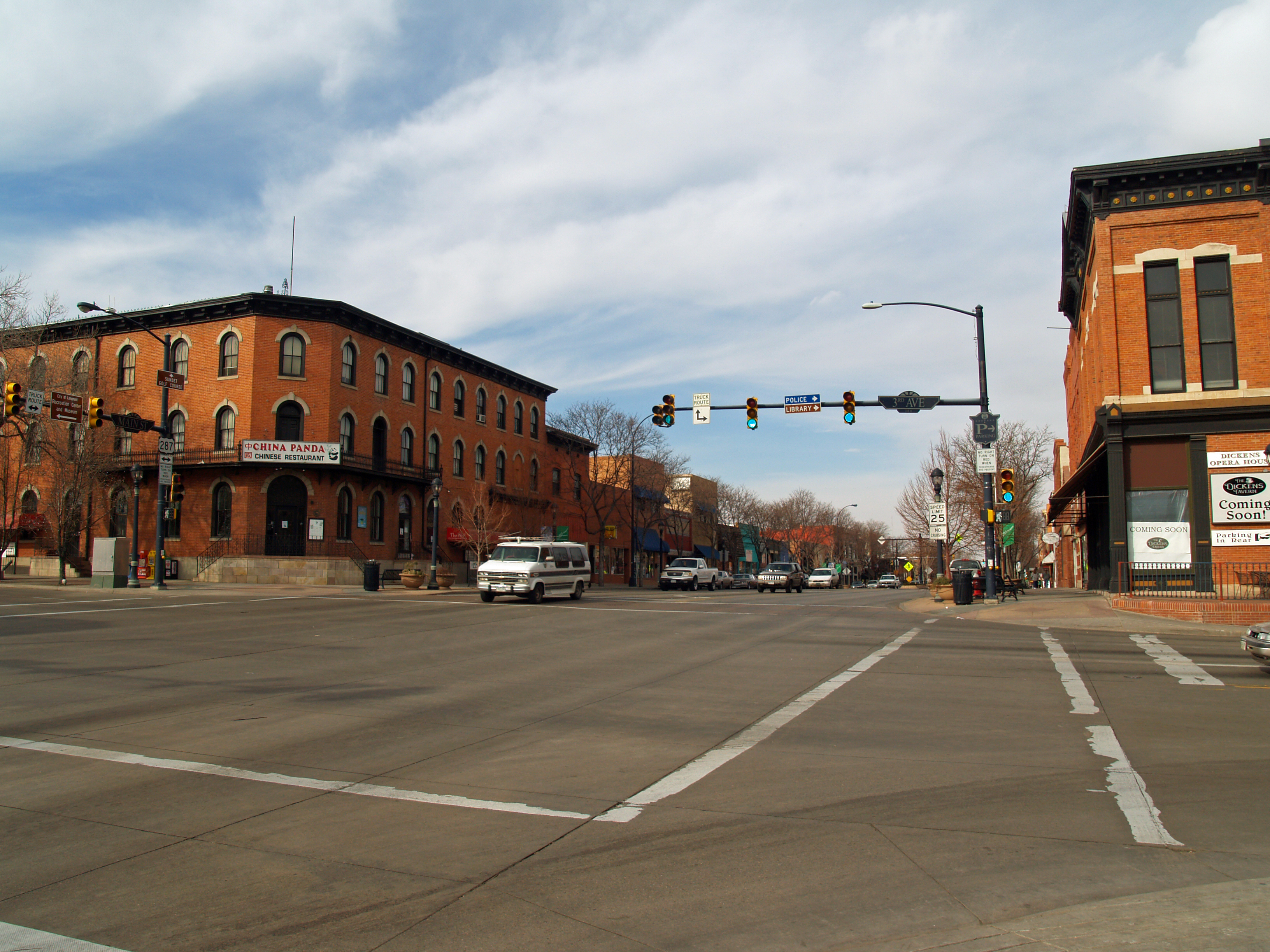
ダウンタウン

ロングモント区経済委員会によると、市内の主要11雇用主は以下の通りである。
1. セントブレーン・バレー・スクールズ（地元の学区）- 4875人
2. ロングモント共同病院 - 1282人
3. シーゲイト・テクノロジー - 1160人
4. ロングモント市 - 814人
5. アムジェン -789人
6. イントレード - 762人
7. 連邦航空局 - 540人
8. DigitalGlobe - 437人
9. マクレーン・ウェスタン - 425人
10. バターボールLLC（旧称：コナグラ） - 381人[10]

## 出身者
- カイリー・アイルランド - ポルノ女優、ポルノ映画監督
- デビッド・ボート - プロ野球選手
- デビッド・ポーリー - プロ野球選手
- ジャック・レイナー - 俳優

## 歴代市長

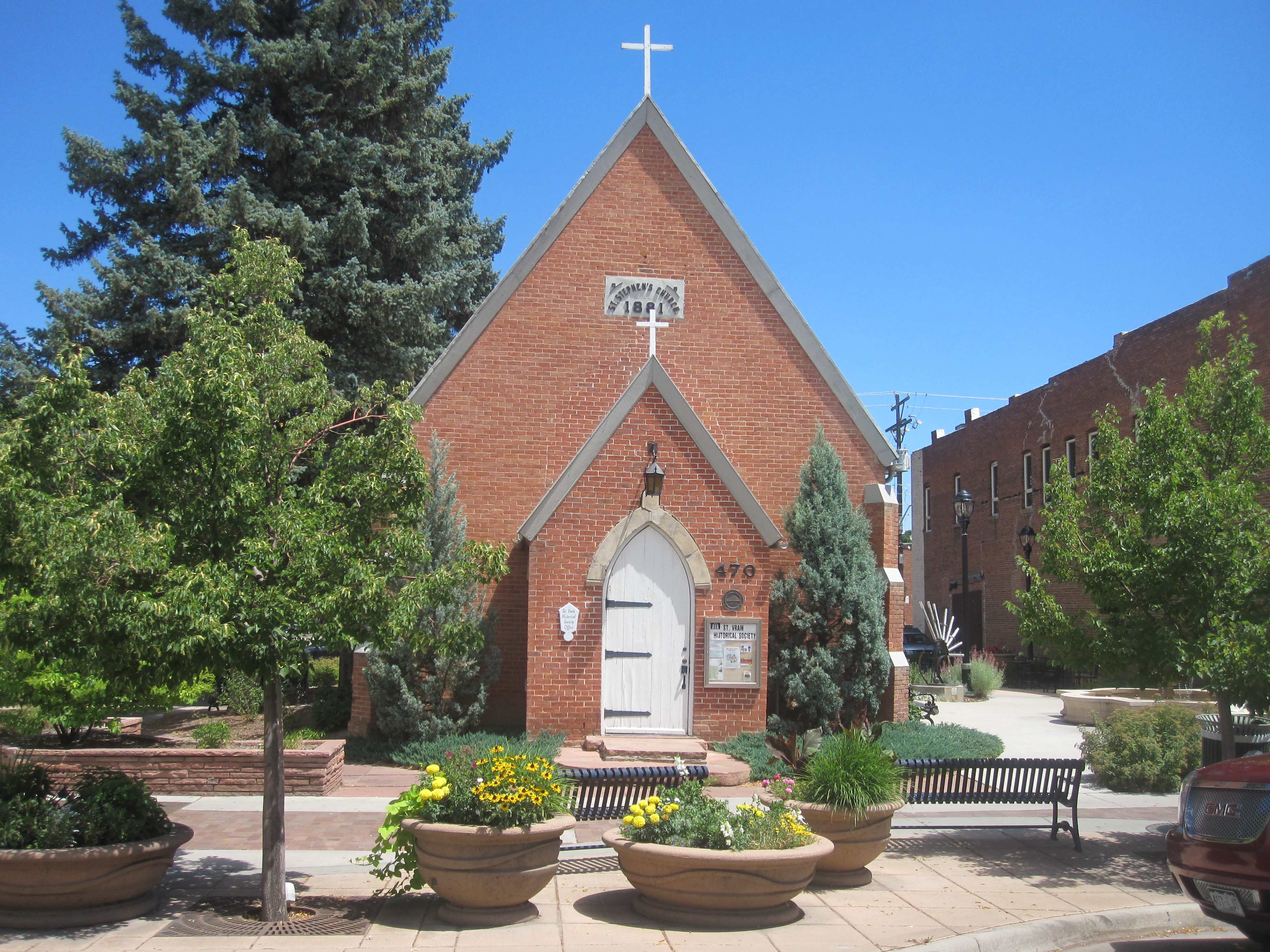
1881年に建てられた聖ステファノ教会。現在はセントブレーン歴史協会の建物である

| 氏名                                | 在任期間          |
| ----------------------------------- | ----------------- |
| L・H・ディクソン                    | 1881-1885         |
| ジョージ・T・デール                 | 1885-1887         |
| チャールズ・H・ベーカー             | 1887-1888         |
| ジョン・B・トンプソン               | 1888-1889         |
| アイラ・L・ヘロン                   | 1889-1890         |
| フランク・スティックニー            | 1890-1892         |
| ジョン・A・バックリー               | 1892-1894         |
| ニール・C・サリバン                 | 1894-1896         |
| ジョージ・W・コフィン               | 1896-1897         |
| ウィリス・A・ワーナー               | 1897-1898         |
| フランク・M・ダウナー               | 1898-1899         |
| フランク・M・ミラー                 | 1899-1901         |
| ジョン・A・ドノバン                 | 1901-1903         |
| サミュエル・C・モーガン             | 1903-1905         |
| チャールズ・A・ブラッドリー         | 1905-1909         |
| フランク・P・セカー                 | 1909-1911         |
| ラー・H・キテリー                   | 1911-1921         |
| ジェームズ・F・ヘイズ               | 1921-1927         |
| フレッド・W・フランダース           | 1927-1929         |
| アール・T・ラドロー                 | 1929-1931         |
| レイ・ラニオン                      | 1931-1943         |
| フレッド・C・ファーガソン           | 1943-1947         |
| ジョージ・A・リチャート             | 1947-1949         |
| オットー・F・ブリエット             | 1949-1957         |
| リチャード・C・トロクセル           | 1957-1959         |
| アルバート・ウィル                  | 1959-1961         |
| ラルフ・R・プライス                 | 1961-1969         |
| アレクサンダー・ズラテン            | 1969-1971（代行） |
| ウェード・ガディス                  | 1971-1973（代行） |
| オースティン・P・ストーンブレーカー | 1973-1974         |
| アルビン・G・ペレニー               | 1975-1977         |
| ジョージ・F・チャンドラー           | 1977（代行）      |
| E・ジョージ・パターソン・ジュニア   | 1977-1979         |
| ロバート・J・アスキー               | 1979-1981         |
| ウィリアム・G・スウェンソン         | 1981-1985         |
| ラリー・バークハルト                | 1985-1987         |
| アルビン・E・スウェニー             | 1987-1989         |
| フレッド・ウィルソン                | 1989-1993         |
| レオナ・ストッカー                  | 1993-2001         |
| ジュリア・パーナック                | 2001-2007         |
| ロジャー・ランジ                    | 2007-2009         |
| ブライアン・L・ボーム               | 2009-             |

出典

## 姉妹都市
- 茅野市（日本）
- シウダー・グスマン（メキシコ）